# Okręg Fontainebleau
Okręg Fontainebleau (fr. Arrondissement de Fontainebleau) – okręg w północnej Francji. Populacja wynosi 152 tysiące.

## Podział administracyjny
W skład okręgu wchodzą następujące kantony:
- Chapelle-la-Reine,
- Château-Landon,
- Fontainebleau,
- Lorrez-le-Bocage-Préaux,
- Moret-sur-Loing,
- Nemours.